# Georges Bordonove
Georges Bordonove (* 25. Mai 1920 in Enghien-les-Bains, Val-d’Oise; † 16. März 2007 in Antony, Hauts-de-Seine) war ein französischer Historiker und Schriftsteller royalistischer Prägung.

## Leben
Er war Offizier der Ehrenlegion und erhielt für seine Arbeit mehrere Literaturpreise:
- einen Preis von der Académie française für seinen Roman Les Quatre Cavaliers und für seine Étude historique Les Marins de l’An II
- einen Preis der Bourse Goncourt für seinen Bericht Le Naufrage de „La Méduse“.(über den Untergang der Medusa)

Georges Bordonove war Mitglied der Unité capétienne (ebenso wie Marcel Jullian, André Castelot, Gonzague Saint Bris, Jean Dutourd und Reynald Secher) und gehörte zur Jury des von der Unité verliehenen Prix Hugues Capet.

## Werke

### Zur Geschichte Frankreichs
- Sammlung „Les Grandes Heures de l’Histoire de France“, bei Pygmalion/Gérard Watelet:
  - Les Croisades et le royaume de Jérusalem. 1992
  - La Tragédie cathare. 1991
  - La Tragédie des Templiers. 1993
  - Jeanne d’Arc et la Guerre de Cent Ans. 1994
  - Richelieu tel qu’en lui-même. 1997
  - Mazarin, le pouvoir et l’argent. 1996
  - Talleyrand : prince des diplomates. 1999
  - Napoléon. 1978
  - Napoléon III. 1998
- Sammlung „Les Rois qui ont fait la France“, bei Pygmalion/Gérard Watelet:
  - Serie „Les Précurseurs“ (Die Vorläufer)
    - Clovis et les Mérovingiens. 1988
    - Charlemagne : empereur et roi. 1989

  - Serie „Les Capétiens“
    - Hugues Capet, le fondateur. 1986
    - Philippe Auguste : le Conquérant. 1983
    - Saint Louis : roi éternel. 1984
    - Philippe le Bel : roi de fer. 1984

  - Serie „Les Valois“
    - Jean le Bon et son temps. Ramsay, Paris 1980 (Neuausgabe Pygmalion, 2000, unter dem Titel „Jean II : le Bon“)
    - Charles V le Sage. 1985
    - Charles VII le Victorieux. 1985
    - Louis XI, le diplomate. 1986
    - Louis XII, le père du peuple. 2000
    - François Ier, le Roi-Chevalier. 1987
    - Henri II, roi gentilhomme. 1987
    - Charles IX : Hamlet couronné. 2002
    - Henri III roi de France et de Pologne. 1988

  - Serie „Les Bourbons“
    - Henri IV le Grand. 1981
    - Louis XIII le Juste. 1981
    - Louis XIV : Roi-Soleil. 1982
    - Louis XV : le Bien-Aimé. 1982
    - Louis XVI : le Roi-Martyr. 1983
    - Louis XVII et l’énigme du Temple. 1995
    - Louis XVIII : le Désiré. 1989
    - Charles X : dernier roi de France et de Navarre. 1990
    - Louis-Philippe : roi des Français. 1990

### Sonstige historische Werke
- Vercingétorix. Club des libraires de France, Paris 1959 (Neuausgaben: Pygmalion, Paris 1978 und 1997)
- Gilles de Rais. Club des éditeurs, Paris 1961 (Neuausgabe: Pygmalion, Paris Sammlung „Bibliothèque infernale“, 2001)
- Les Templiers. Fayard, Paris 1963 (Neuausgabe 1977)
- La Guerre de Vendée. R. Julliard, Paris 1964
- Les Rois fous de Bavière. Robert Laffont, Paris 1964
- Le Roman du Mont Saint-Michel, douze siècles de foi, d’art et d’histoire. Robert Laffont, Paris 1966
- La Guerre de Six Cents Ans. Robert Laffont, Paris 1971
- Mandrin. Hachette, Paris 1971
- Histoire du Poitou. Hachette, Paris 1973
- Le Naufrage de „La Méduse“. Robert Laffont, Paris 1973, Sammlung „Les Ombres de l’histoire“
- Les Marins de l’an II. Robert Laffont, Paris 1974
- La Vie quotidienne en Vendée pendant la Révolution. Hachette, Paris 1974, Sammlung „La Vie quotidienne“
- Grands mystères et drames de la mer. Pygmalion, Paris 1975
- La Vie quotidienne des Templiers au XIIIe siècle. Hachette, Paris 1975, Sammlung „La Vie quotidienne“
- Foucquet, coupable ou victime ?. Pygmalion, Paris 1976 (diverse Neuausgaben)
- Jacques Cœur et son temps. Pygmalion, Paris 1977
- La Vie quotidienne de Napoléon en route vers Sainte-Hélène. Hachette, Paris 1977, Sammlung „La Vie quotidienne“
- Histoire secrète de Paris. Albin Michel, Paris 1980. 2 Bände.
- Emile Mangenot (1910-1991). Y. Mangenot, Bagnoles-de-l’Orne 1991.
- Prestiges de la Vendée. Éditions France-Empire, Paris ohne Jahresangabe, Sammlung „Histoire et terroirs“

### Essais
- Henry de Montherlant, essai suivi de Textes choisis et d’un fragment de 'Port-Royal' de Henry de Montherlant.... Éditions universitaires, Paris 1954, Sammlung „Classiques du XXe siècle“, Nr. 18
- Molière génial et familier. Robert Laffont, Paris 1967 (Neuausgabe Pygmalion, 2003, unter dem Titel „Molière“)

### Romane
- Pavane pour un enfant. R. Julliard, Paris 1953 (Neuausgabe Pygmalion, Paris 1996)
- Les Armes à la main. R. Julliard, Paris 1955 (Neuausgabe Pygmalion, Paris 1993, Sammlung „Les Dames du lac“)
- Le Bûcher. R. Julliard, Paris 1957, (Neuausgabe Pygmalion, Paris 1990)
- Deux cents chevaux dorés. R. Julliard, Paris 1958, (Neuausgabe Pygmalion, Paris 1992)
- L’Enterrement du Comte d’Orgaz. R. Julliard, Paris 1959 (Neuausgabe Pygmalion, 1999, sous le titre „L’Infante de Tolède : l’Enterrement du Comte d’Orgaz“)
- Les Tentations. R. Julliard, Paris 1960.
- Requiem pour Gilles, roman consacré à Gilles de Rais. R. Julliard, Paris 1961.
- Les Quatre Cavaliers. R. Julliard, Paris 1962.
- Chien de feu. R. Julliard, Paris 1963, (mehrere Neuausgaben)
- Les Atlantes. Robert Laffont, Paris 1965. (Neuausgabe Le Livre de Poche, Paris 1972, Nr. 3357)
- Les Lances de Jérusalem. R. Laffont, Paris 1966 (Neuausgabe Pygmalion, Paris 1994)
- La Toccata. Robert Laffont, Paris 1968.
- Guillaume le Conquérant. Roman. Robert Laffont, Paris 1969, Sammlung „Plein vent“ Nr. 52
- Le Chevalier Du Landreau. Robert Laffont, Paris 1970.
- Le Dernier Chouan. Éditions Pygmalion. Paris 1976. (Neuausgabe 2000)
- Les Survivants de l’Atlantide. Éditions Pygmalion, Paris 1995.

### Sonstiges
- Le Vieil Homme et le loup. Pygmalion, Paris 1985.
- Mémoires de chat. Pygmalion, Paris 2002.

| Personendaten    | Personendaten                                                      |
| ---------------- | ------------------------------------------------------------------ |
| NAME             | Bordonove, Georges                                                 |
| KURZBESCHREIBUNG | französischer Historiker und Schriftsteller royalistischer Prägung |
| GEBURTSDATUM     | 25. Mai 1920                                                       |
| GEBURTSORT       | Enghien-les-Bains, Val-d’Oise                                      |
| STERBEDATUM      | 16. März 2007                                                      |
| STERBEORT        | Antony, Hauts-de-Seine                                             |